# Umberto III di Savoia
Umberto III di Savoia detto il Beato (Avigliana, 4 agosto 1136 – Chambéry, 4 marzo 1189) è stato Conte di Savoia e Conte d'Aosta e Moriana dal 1148 al 1189. La Chiesa cattolica lo venera come Beato.
La sua figura divenne leggendaria nei secoli, specie per la fervida fede cui era legato ed infatti fu beatificato nel 1838 da Gregorio XVI.

## Origine
Umberto, secondo Samuel Guichenon, era il figlio maschio primogenito del settimo Conte di Savoia e Conte d'Aosta e Moriana, che era stato il primo ad assumere il titolo di Conte di Savoia, Amedeo III, e di Matilde di Albon, figlia del Conte d'Albon Ghigo III, e della moglie Regina detta Matilde (Regina nominate Maheldis), di ascendenze inglesi (Dominus Vuigo comes et uxor eius Regina quæ fuit de Anglia), come viene descritta dal documento n° 17 del Cartulare monasterii beatorum Petri et Pauli de Domina, forse figlia illegittima di Edgardo Atheling, ultimo discendente del Casato del Wessex, oppure di Eremburga di Mortain e del primo Conte di Sicilia, Ruggero I di Sicilia.
Amedeo III di Savoia, secondo lo storico Samuel Guichenon, nel suo Histoire généalogique de la royale maison de Savoie, era il figlio maschio primogenito del sesto Conte di Savoia e Conte d'Aosta e Moriana e marchese d'Italia, Umberto II, detto il Rinforzato e di Gisella o Giselda di Borgogna, figlia del Conte Guglielmo I di Borgogna, come viene indirettamente confermata dalla lettera del fratello di Gisella, il futuro, Papa Callisto II, Guido, arcivescovo di Vienne (Guido Viennensis archiepiscopus).

## Biografia
Umberto, detto il Santo o il Desiderato nacque, nel 1136, nel Castello di Avigliana.
Umberto viene citato per la prima volta nel documento n° CCLXXIII del Regesta comitum Sabaudiae, del 9 gennaio 1137, inerente ad una donazione dei genitori al monastero di Ripalta.
Umberto viene ancora citato in un documento del 30 marzo 1143, riportato nel Documenti sigilli e monete appartenenti alla storia della monarchia di Savoia, inerente ad una concessione fatta dai genitori al monastero di San Maurizio d'Agauno; questa donazione viene riportata anche nel documento n° CCLXXXVIII del Regesta comitum Sabaudiae.
Suo padre, Amedeo III (per pagare la spesa restituì alcune prerogative ai monaci e cedette delle proprietà ai conti di Ginevra) partecipò alla seconda crociata, assieme al fratellastro, Marchese del Monferrato, Guglielmo V, al seguito di Corrado III di Svevia verso Costantinopoli, arrivandoci verso la fine dell'estate 1147; quando Corrado ritornò a Costantinopoli, Amedeo e Guglielmo, rimasero col nipote, il re di Francia, Luigi VII di Francia e Amedeo guidò con il conte aquitano, Goffredo di Rancon, l'avanguardia delle truppe in Anatolia.
Amedeo, secondo lo storico francese, Victor Flour de Saint-Genis, fu imbarcato su una nave che avrebbe dovuto condurlo a Genova, ma morì a Nicosia, nell'isola di Cipro, per esaurimento, nel 1149; secondo Samuel Guichenon, morì a Nicosia il primo aprile 1149 e fu ivi sepolto nella chiesa locale della "Santa Croce", mentre secondo Charles William Previté-Orton, Amedeo morì a Nicosia, ai primi di aprile del 1148, senza essere stato in grado di adempiere al suo voto di crociato; il documento n° CCXCVII del Regesta comitum Sabaudiae, riporta la morte nel 1148 a Cipro (anno 1148 Amadeus comes Maurianensis in Cipro insula obiit), il primo aprile (kalenda aprilis): anche il Sigiberti Continuatio riporta la morte di Amedeo nel 1148 (Amadeus comes Maurianensis in Cipro insula obiit).
Umberto succedette ad Amedeo III come Umberto III, sotto la reggenza di Amedeo d'Hauterive, monaco cistercense, vescovo di Losanna, che era stato abate di Altacomba ed era stato buon amico di suo padre, Amedeo III.
Già durante la reggenza, nel 1149, si ebbero difficoltà con gli abitanti di Torino, che continuarono anche dopo il 1150, anno in cui Umberto cominciò a governare da solo; infatti il documento n° 4 del Cartulaires de Hautcrêt, del 1150, Umberto si cita Humbertus Mauriacensis comes et marchio.
Umberto governò in un momento difficile per la Casa Savoia: Federico Barbarossa voleva riconquistare l'autorità imperiale in Savoia e Piemonte, e transitò più volte per i suoi domini con il suo imponente esercito; infatti Umberto III, contrariamente agli altri feudatari del regno di Arles o delle due Borgogne, si era sottratto all'influenza di Federico Barbarossa.
Altri nemici erano il vescovo di Torino, che traeva protezione dall'imperatore ed i marchesi di Monferrato e di Saluzzo e il vescovo di Sion, mentre i rapporti col vescovo di Tarantasia, Pietro II, erano buoni.
Umberto riuscì durante questi anni turbolenti a conservare per sé soltanto alcune vallate alpine come la valle di Susa, la Valle d'Aosta e la Savoia: il resto dei suoi domini visse periodi bui e di disordini, dovuti anche alle continue ribellioni delle città comunali ed alle incessanti guerre. In Valle d'Aosta però Umberto doveva fare i conti con vescovi ostili, tanto che nel 1186 Federico Barbarossa poté passare impunemente per la regione e sciogliere l'arcivescovo Aimone II di Tarantasia, successore di Pietro II, dai legami vassallatici con il conte. Inoltre nel 1175 il vescovo di Belley riuscì a divenire indipendente, almeno fino al 1188. In questa grande incertezza Umberto parteggiò per i comuni guelfi ed il risultato fu l'invasione della Savoia da parte degli imperiali: due volte Susa venne saccheggiata e vinta.
In quel periodo si avvicinò al cugino, Luigi VII di Francia ed al re d'Inghilterra, Enrico II Plantageneto, che nel 1173, incontrò a Montferrand, nell'Alvernia, dove fu combinato il matrimonio tra Alice, figlia primogenita di Umberto III e Giovanni Senzaterra, futuro re d'Inghilterra, come viene confermato dal documento n° 31 del Peter der Zweite, Graf von Savoyen, Markgraf in Italien, controfirmato da Guglielmo fratello del conte Umberto (Willelmus frater comitis) e come riporta lo storico normanno, priore dell'abbazia di Bec e sedicesimo abate di Mont-Saint-Michel, Roberto di Torigni.
Nel 1178, dalla quarta moglie, Umberto finalmente ebbe il figlio maschio, Tommaso, come ci viene confermato dal documento n° CCCXLVII del Regesta comitum Sabaudiae.
Umberto (Humberto comite presidente) viene citato ancora nel documento n° 21 delle Chartes du diocèse de Maurienne, del 1188.
Morì dopo circa quarant'anni di regno a Chambéry, il 4 marzo 1189, all'età di cinquantadue anni; anche le Chartes du diocèse de Maurienne riportano la morte di Umberto III al 4 marzo 1189 (Marcius...IV Non - Anno ad incarnatione Domini m.c.lxxx.viiii obiit dognus Humbertus inclitus comes Maur. et marchio Italie); gli succedette l'unico figlio maschio, Tommaso, sotto tutela e reggenza di Bonifacio, figlio del marchese del Monferrato, Guglielmo V.
Venne sepolto nell'Abbazia di Altacomba, dove aveva preso l'abito religioso pochi giorni prima della sua morte.

Oggi ad Altacomba sussistono le sole pietre tombali del conte, in quanto l'abbazia fu occupata dai giacobini che forzarono la sua tomba e distrussero i resti, insieme a quelli di altri rappresentanti dei Savoia.

## Matrimoni e discendenza
Umberto III di Savoia, che secondo lo storico francese, Victor Flour de Saint-Genis ambiva ad una vita monastica ed era contrario al matrimonio, si sposò quattro volte:
- la prima, ancora molto giovane, nel 1151 con Faidiva di Tolosa (1135 – 1154), figlia del Conte di Tolosa[39], Alfonso Giordano, e della moglie Faidiva d'Uzès[40]; il matrimonio viene confermato dal documento n° 26 del Peter der Zweite, Graf von Savoyen, Markgraf in Italien, del 3 gennaio 1151, inerente ad una donazione di Umberto e la moglie,Faidiva (Umbertus comes, Amedei comitis filius……cum uxore sua nomine Faidiva)[41]; il matrimonio viene confermato sia da Samuel Guichenon (che sostiene che la madre di Faidiva era Faidiva di Provenza, figlia di Gilberto di Gévaudan[42], che dallo storico inglese Charles Previté-Orton, il quale sposta l'anno del matrimonio al 1152[43].
Umberto da Faidiva non ebbe figli[39];
- la seconda, nel 1155, come ci viene confermato dalla Genealogica Comitum Flandriæ Bertiniana, Continuatio Leidensis et Divionensis, con Gertrude di Lorena[44] († 1186), figlia del signore di Bitche, in Alsazia e conte delle Fiandre, Teodorico di Alsazia, e della sua seconda moglie, Sibilla d'Angiò[44]; la Flandria Generosa (Continuatio Claromariscensis) conferma i genitori di Gertrude[45], dicendo che era la figlia femmina primogenita ed ebbe come primo marito, Umberto III (Gertrudis primogenita nupsit primo comiti de Moriana)[46]; il matrimonio viene confermato sia da Samuel Guichenon, (non più il secondo, ma l'ultimo matrimonio e lo sposta nel 1172) e sostiene che fu annullato per consanguineità[47], che da Charles Previté-Orton, il quale sostiene che ci furono incomprensioni tra i coniugi e Umberto fece imprigionare la moglie, che fu rimessa in libertà solo dopo l'intervento del fratello, Filippo[48]; secondo altre fonti, il matrimonio fu annullato nel 1163 per sterilità della moglie[34]; dopo essersi separata, Gertrude si sposò, nel 1168[48], in seconde nozze con Ugo d'Oisy (Hugoni de Oisi)[46].
Umberto da Gertrude non ebbe figli[48].
- la terza, nel 1164, come ci viene confermato da Charles Previté-Orton, con la sorella del duca di Zähringen, Berthold IV, Clemenzia di Zähringen[49] († 1173 circa[50]), che, secondo il Chronicon Sancti Michaelis Luneburgensis, era figlia del duca di Zähringen, Corrado I[51], e di Clemenzia di Namur, come conferma il Gisleberti Chronicon Hanoniense[52]; Clemenzia, circa due anni prima era stata ripudiata dal suo primo marito Enrico XII di Baviera, duca di Baviera e duca di Sassonia[53], a cui aveva dato un figlio maschio morto prematuramente[53].
Umberto da Clemenzia ebbe due[54] o tre[55] figlie:
  - Sofia (1165 – 1202), andata sposa al Marchese d'Este, Azzo VI (1170 – 1212), come ci riporta il documento n° CDVII del Regesta comitum Sabaudiae[56]
  - Alice, (o Agnese, 1166 – 1174), promessa sposa di Giovanni Senzaterra, futuro re d' Inghilterra, come viene confermato dal documento n° 31 del Peter der Zweite, Graf von Savoyen, Markgraf in Italien, controfirmato da Guglielmo fratello del conte Umberto (Willelmus frater comitis)[30] e come riporta lo storico normanno, priore dell'abbazia di Bec e sedicesimo abate di Mont-Saint-Michel, Roberto di Torigni[31]; ma il matrimonio non ebbe luogo, per la precoce morte di Alice;
  - Eleonora (1167 – 1204), andata sposa nel 1197 a Bonifacio I († 1207), marchese del Monferrato e re di Tessalonica[55].
- ed infine la quarta ed ultima, nel 1177, come ci viene confermato da Charles Previté-Orton, con Beatrice di Mâcon[57] ( 1160 circa - † 1230[58]), figlia di Gerardo I, conte di Mâcon e di Vienne e di Maurette de Salins, come ci viene confermato dalla Chronica Albrici Monachi Trium Fontium[59].
Umberto da Beatrice ebbe due figli[54][55]:
  - Tommaso (1178 – 1233), Conte di Savoia e Conte d'Aosta e Moriana[60]
  - una figlia morta all'età di sette anni, confermata solo dalle Europäische Stammtafeln[61], vol II, 190 (non consultate)[54].

## Ascendenza
|                       |                  |                         | Genitori                  |  |  | Nonni |  |  | Bisnonni            |  |  | Trisnonni        |  |
|                       |                  |                         |                           |  |  |       |  |  | Amedeo II di Savoia |  |  | Oddone di Savoia |  |
|                       |                  |                         |                           |  |  |       |  |  | Amedeo II di Savoia |  |  | Oddone di Savoia |  |
|                       |                  | Adelaide di Susa        |                           |  |  |       |  |  | Amedeo II di Savoia |  |  |                  |  |
| Umberto II di Savoia  |                  |                         |                           |  |  |       |  |  | Amedeo II di Savoia |  |  |                  |  |
|                       |                  | Giovanna di Ginevra     | Gérold II di Ginevra      |  |  |       |  |  |                     |  |  |                  |  |
|                       |                  | Giovanna di Ginevra     | Gérold II di Ginevra      |  |  |       |  |  |                     |  |  |                  |  |
|                       |                  | Giovanna di Ginevra     | Gisella di Borgogna       |  |  |       |  |  |                     |  |  |                  |  |
| Amedeo III di Savoia  |                  | Giovanna di Ginevra     |                           |  |  |       |  |  |                     |  |  |                  |  |
|                       |                  | Guglielmo I di Borgogna | Rinaldo I di Borgogna     |  |  |       |  |  |                     |  |  |                  |  |
|                       |                  | Guglielmo I di Borgogna | Rinaldo I di Borgogna     |  |  |       |  |  |                     |  |  |                  |  |
|                       |                  | Guglielmo I di Borgogna | Alice di Normandia        |  |  |       |  |  |                     |  |  |                  |  |
| Giselda di Borgogna   |                  | Guglielmo I di Borgogna |                           |  |  |       |  |  |                     |  |  |                  |  |
|                       |                  | Stefania di Vienne      | Gerardo di Vienne         |  |  |       |  |  |                     |  |  |                  |  |
|                       |                  | Stefania di Vienne      | Gerardo di Vienne         |  |  |       |  |  |                     |  |  |                  |  |
|                       |                  | Stefania di Vienne      | …                         |  |  |       |  |  |                     |  |  |                  |  |
| Umberto III di Savoia |                  | Stefania di Vienne      |                           |  |  |       |  |  |                     |  |  |                  |  |
|                       | Ghigo II d'Albon | Ghigo I d'Albon         |                           |  |  |       |  |  |                     |  |  |                  |  |
|                       | Ghigo II d'Albon | Ghigo I d'Albon         |                           |  |  |       |  |  |                     |  |  |                  |  |
|                       | Ghigo II d'Albon | Adelaide di Torino      |                           |  |  |       |  |  |                     |  |  |                  |  |
| Ghigo III d'Albon     | Ghigo II d'Albon |                         |                           |  |  |       |  |  |                     |  |  |                  |  |
|                       |                  | Pétronille d'Argental   | Artaud d'Argental         |  |  |       |  |  |                     |  |  |                  |  |
|                       |                  | Pétronille d'Argental   | Artaud d'Argental         |  |  |       |  |  |                     |  |  |                  |  |
|                       |                  | Pétronille d'Argental   | Pétronille de Royans      |  |  |       |  |  |                     |  |  |                  |  |
| Mahaut d'Albon        |                  | Pétronille d'Argental   |                           |  |  |       |  |  |                     |  |  |                  |  |
|                       |                  | Edgardo Atheling        | Edoardo l'esiliato        |  |  |       |  |  |                     |  |  |                  |  |
|                       |                  | Edgardo Atheling        | Edoardo l'esiliato        |  |  |       |  |  |                     |  |  |                  |  |
|                       |                  | Edgardo Atheling        | Agata di Kiev             |  |  |       |  |  |                     |  |  |                  |  |
| Matilde d'Inghilterra |                  | Edgardo Atheling        |                           |  |  |       |  |  |                     |  |  |                  |  |
|                       |                  | Margherita di Scozia    | Duncan I di Scozia        |  |  |       |  |  |                     |  |  |                  |  |
|                       |                  | Margherita di Scozia    | Duncan I di Scozia        |  |  |       |  |  |                     |  |  |                  |  |
|                       |                  | Margherita di Scozia    | Sibilla di Northumberland |  |  |       |  |  |                     |  |  |                  |  |
|                       |                  | Margherita di Scozia    |                           |  |  |       |  |  |                     |  |  |                  |  |

### Fonti primarie
- (LA)  Cartulaire de l'abbaye de Saint-André-Le-Bas-de-Vienne1
- (LA)  Monumenta Germaniae Historica, Scriptores, tomus VI.
- (LA)  Monumenta Germaniae Historica, Scriptores, tomus XIII.
- (LA)  Monumenta Germaniae Historica, Scriptores, tomus XXI)
- (LA)  Monumenta Germaniae Historica, Scriptores, tomus XXIII)
- (LA)  Cartulaires de la chartreuse d'Oujon et de l'abbaye de Hautcrêt
- (LA)  Regesta comitum Sabaudiae
- (LA)  Chartes du diocèse de Maurienne
- (LA)  Recueil des historiens des Gaules et de la France. Tome 12
- (LA)  Peter der Zweite, Graf von Savoyen, Markgraf in Italien
- (LA)  Chronique de Robert de Torigni, abbé du Mont-Saint-Michel, Volume 2
- (LA)  Cartulare monasterii beatorum Petri et Pauli de Domina.
- (LA, FR)  Regeste dauphinois, ou Répertoire chronologique et analytique des documents, tome I, fascicolo II.
- (LA, IT)  Il conte Umberto I (Biancamano) e il re Ardoino : ricerche e documenti
- (LA, IT)  Documenti sigilli e monete appartenenti alla storia della monarchia di Savoia

### Letteratura storiografica
- (FR)  Histoire de Savoie, d'après les documents originaux, ... par Victor ... Flour de Saint-Genis. Tome 1.
- (FR)  Histoire généalogique de la royale maison de Savoie, justifiée par titres, ...par Guichenon, Samuel.
- (EN)  The early history of the house of Savoy (1000-1233).
- (FR)  Histoire Générale de Languedoc, Notes, Tome IV.
- Frederick Maurice Powicke, I regni di Filippo Augusto e Luigi VIII di Francia, vol. V, in: Storia del mondo medievale, 1999, pp. 776–828.
- Doris M. Stenton, Inghilterra: Enrico II, in: Storia del mondo medievale, vol. VI, 1999, pp. 99–142.
- Paul Fournier, "Il regno di Borgogna o d'Arles dal XI al XV secolo", cap. XI, vol. VII, in: Storia del Mondo Medievale, 1999, pp. 383–410.
- Joseph Jacquemoud, Description historique de l'abbaye royale d'Hautecombe et des mausolées élevés dans son église aux princes de la maison royale de Savoie, editore Puthod et Perrin, 1843.